# Eduard Bokelberg
Heinrich Friedrich Eduard Bokelberg (auch: Eduard Bokelberg und Heinrich Friedrich Eduard Bockelberg; * 12. Mai 1807; † nach 1878) war ein deutscher Wegbau-Inspektor und Wegebaumeister im Bezirk der Landdrostei Hannover sowie Wegebaurat, Freimaurer, Geheimer Regierungsrat. Sachbuch-Autor und Redakteur.

## Leben
Der während der sogenannten „Franzosenzeit“ im Kurfürstentum Hannover 1807 geborene Heinrich Friedrich Eduard Bokelberg wurde im März 1828 als Mitglied der Praktischen Gartenbau-Gesellschaft zu Frauendorf durch das von derselben Organisation herausgegebene Fachblatt Allgemeine deutsche Garten-Zeitung vermeldet. Hier wurde er als Eduard Bokelberg und „Wegbauführer zu Sprakensehl im Fürstentum Lüneburg“ geführt, während beinahe zeitgleich Friedrich Bokelberg als „Wegbauführer zu Gifhorn im Fürstentum Lüneburg“ der Gesellschaft beitrat.
Ebenfalls zur Zeit des Königreichs Hannover wurde am 1. September 1842 Eduard Bokelbergs Sohn Georg Bokelberg in der seinerzeitigen Residenzstadt Hannover geboren.
Das Hannoverscher Staatskalender auf das Jahr 1846 vermeldete wiederum zwei Wegbau-Inspektoren namens Bokelberg und zugleich deren Beauftragung als Wegebaumeister; einerseits den in Hannover ansässigen und für den Bezirk der Landdrostei Hannover tätigen Beamten Heinrich Friedrich Eduard Bokelberg, andererseits den in Lüneburg ansässigen und im Bezirk der Landdrostei Lüneburg beschäftigten Johann Friedrich Christ. Bokelberg.
Ebenfalls 1846 trat der „Wegebaurath“ H. F. E. Bokelberg am 18. Juni des Jahres als Freimaurer der St. Johannis-Loge zur Ceder bei, während er laut dem Adreßbuch der königlichen Haupt- und Residenzstadt Hannover und ihrer Vorstädte desselben Jahres mit der Berufsbezeichnung Wegbau-Inspektor das Haus Kleine Barlinge 5 bewohnte.
Spätestens Anfang der 1850er Jahre waren die beiden Bokelberg-Wegbaumeister dem Architekten- und Ingenieur-Verein für das Königreich Hannover beigetreten, in deren Fachblatt E. Bokelberg als Redakteur gemeinsam mit anderen Persönlichkeiten des Vorstandes über Vereinsangelegenheiten berichtete oder beispielsweise als Autor zum Titel Gutachterliche Bemerkungen über die Besandung gepflasterter Chaussee-Fahrbahnen.
1878 vermeldete die Deutsche Bauzeitung die Ernennung des in Hannover ansässigen Wegebaurats Bokelberg zum preußischen Geheimen Regierungsrat.

## Schriften (Auswahl)
- E. Bokelberg: Das Längen-Gefälle der Kunststraßen und dessen Einfluß auf die Nutzleistung der Zugthiere, Hannover: Verlag Carl Rümpler, Hofbuchdruckerei Gebrüder Jänecke, 1855; Digitalisat über Google-Bücher